# NGC 7125
إن جي سي 7125 (بالألمانية: NGC 7125) التي يرمز لها بالرمز NGC 7125، هي مجرة، في كوكبة الهندي.

## الاكتشاف
اكتشفت في 22 يوليو 1835، بواسطة جون هيرشل.